# Свято-Покровський монастир сестер василіянок (Яворів)
Свято-Покровський монастир сестер василіянок — жіночий монастир сестер Чину святого Василія Великого УГКЦ в місті Яворів Львівської області, заснований у 1621 році.

## Історія
Свято-Покровський жіночий монастир у Яворові заснований як православний на початку XVII століття. Однією з імовірних дат його заснування вважається 1621 рік, коли до Яворова прибули дві черниці і замешкали у двох домах при т. зв. верхній церкві. У 1636 році яворівська міщанка Маргарита Жугаєвич (Загаєвич) Грициківна (у шлюбі Дишкевич) записала монахиням город біля церкви, а невдовзі сама приєдналася до спільноти монахинь під іменем Макрина. Наступним записом фундаторка розширила монастирську посілість, збудувала монастир і стала його першою ігуменею.
У 1691 році монастир із цілою Перемишльською єпархією, до якої належав, приступив до Унії, а 23 лютого 1693 року на соборі монашества в Перемишлі було вирішити відкрити в монастирі новіціят (другий новіціят був у Смільниці). 1702 року збудовано нову монастирську церкву, яку знищила пожежа 24 грудня 1848 року. Від часів м. Макрини Дишкевич і до 1680 року монахинь у монастирі було 40, а потім їх кількість почала зменшуватись до 5-6; станом на 1764 рік монахинь було лише п'ять. Внаслідок йосифінських реформ у 1784 році монахиням було заборонено приймати кандидаток. У 1825 році перемишльських єпископ Іван Снігурський заклав фундаменти під будову нового монастиря, який було збудовано впродовж 1828—1831 років. Тоді в новозбудованому монастирі проживала лише одна монахиня с. Антоніна Ямінська. У 1847 році зі Словітського монастиря приїхали до Яворова п'ять монахинь: Онисима Чарнік, Євгенія Качковська, Теодосія Барнікель, Моніка Скарбек і Атанасія Кульматицька, котра стала ігуменею. Того ж року засновано при монастирі трикласну школу для дівчат, у якій поступово збільшувалась кількість класів, і на період Першої світової війни вона вже була семикласною дівочою школою вправ. Школа не була конфесійно обмеженою: у ній навчалися також дівчата латинського обряду, а навіть і єврейки. 1906 року з дозволу австрійського Міністерства культів та освіти, черниці відкрили жіночу вчительську семінарію (у 1933 році перетворена на гімназію). При монастирі постійно діяв інтернат для учениць.
Яворівський монастир був матірним для трьох залежних дочірніх домів: у Перемишлі (з 1902), Дрогобичі (з 1921) і Висоцькому Нижньому (з 1927). У 1911 році черниці Яворівського монастиря Олена Лянґевич, Пафнутія Тимочко, Євфимія Курилас і Макрина Гарді на запрошення владики Сотера Ортинського виїхали з Яворова до Філадельфії, де відкрили сиротинець і початкову школу (навчали української мови, співу й катихизму), майстерню килимів і друкарню. Згодом їхня діяльність поширилася на інші терени США, де вони засновували дитячі садки, сиротинці, школи, гімназії, інститути й коледжі. 25–27 грудня 1931 року в Яворові відбулася Загальна рада сестер ЧСВВ на якій було прийнято низку важливих рішень щодо зміцнення внутрішнє життя в обителях та сприяння активізації діяльності монахинь василіянок серед українського народу.
З початком Другої світової війни в 1939 році монастир, школа, гімназія та інтернат для учениць припинили свою діяльність. Більшість сестер-василіанок змушені були покинути монастир. За німців у монастирському будинку містився військовий госпіталь. У 1946 році радянська влада остаточно ліквідувала Яворівський монастир, сестер вигнано з обителі, а в монастирських приміщеннях розміщено районну лікарню, яка функціонує до сьогодні. Сестрам вдалося забрати зі собою лише ікону Пресвятої Богородиці і рукописну монастирську хроніку. Після закритя обителі в одній із колишніх господарських будівель при монастирі (пральні) залишилися проживати три монахині м. Онисима Саєвич (настоятелька), Євфросинія Макар та Петрунеля Макар. У роки переслідування УГКЦ, сестри ЧСВВ продовжували виконувати християнську місію, зокрема через катехизацію дітей та допомогу в душпастирській праці підпільним священникам.

## Сучасність
На період виходу з підпілля і далі у Яворові в приміщенні колишньої монастирської пральні надалі проживала одна монахиня василіянка і щойно в 2005 році до Яворова приїхало кілька молодих монахинь, які відновили активне служіння.
11 жовтня 2015 року владика Василь Тучапець освятив нове приміщення монастиря, а 19 лютого 2017 року при монастирі засновано Приватний заклад дошкільної освіти (захоронка) «Сяйво». Також монахині Яворівської обителі катехизують дітей при парафіях, підготовляючи їх до Першої Сповіді й Урочистого Святого Причастя, провадять молодіжне товариство «Оранта», літні табори, надають приміщення для реколекцій і духовну обслугу вірним, які приходять до монастиря за порадами та різними проханнями про молитву. У спільноті Свято-Покровського монастиря мешкають 12 черниць.

## Настоятельки
- м. Макрина Дишкевич (†1645)
- м. Атанасія Кульматицька (1847—1856)
- м. Онисима Чарнік (1856—1897)
- м. Ольга Смржа
- м. Йосафата Теодорович (1903—1914)
- м. Зиновія Безушко (1916—1919)
- м. Євстахія Крижановська (1920—1924)
- м. Емілія Тимочко
- м. Онисима Саєвич

…
- с. Климентія Вуйцик (2005—2011)
- с. Ілярія Іванюк (2011—2017)
- с. Єфрема Мандзюк (з 2017)

## Галерея

Колишня будівля монастиря, тепер ройонна лікарня (2013 рік)
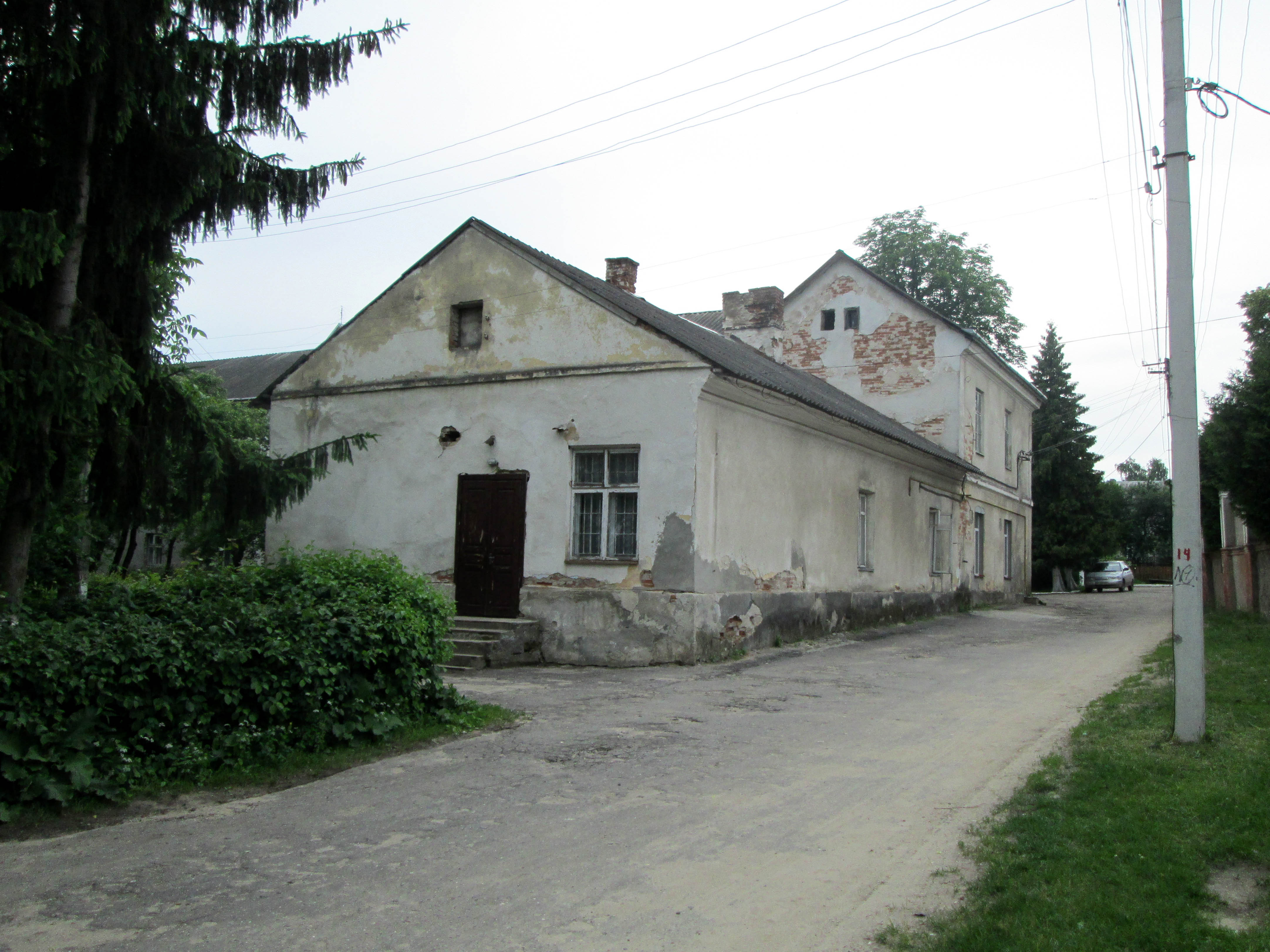
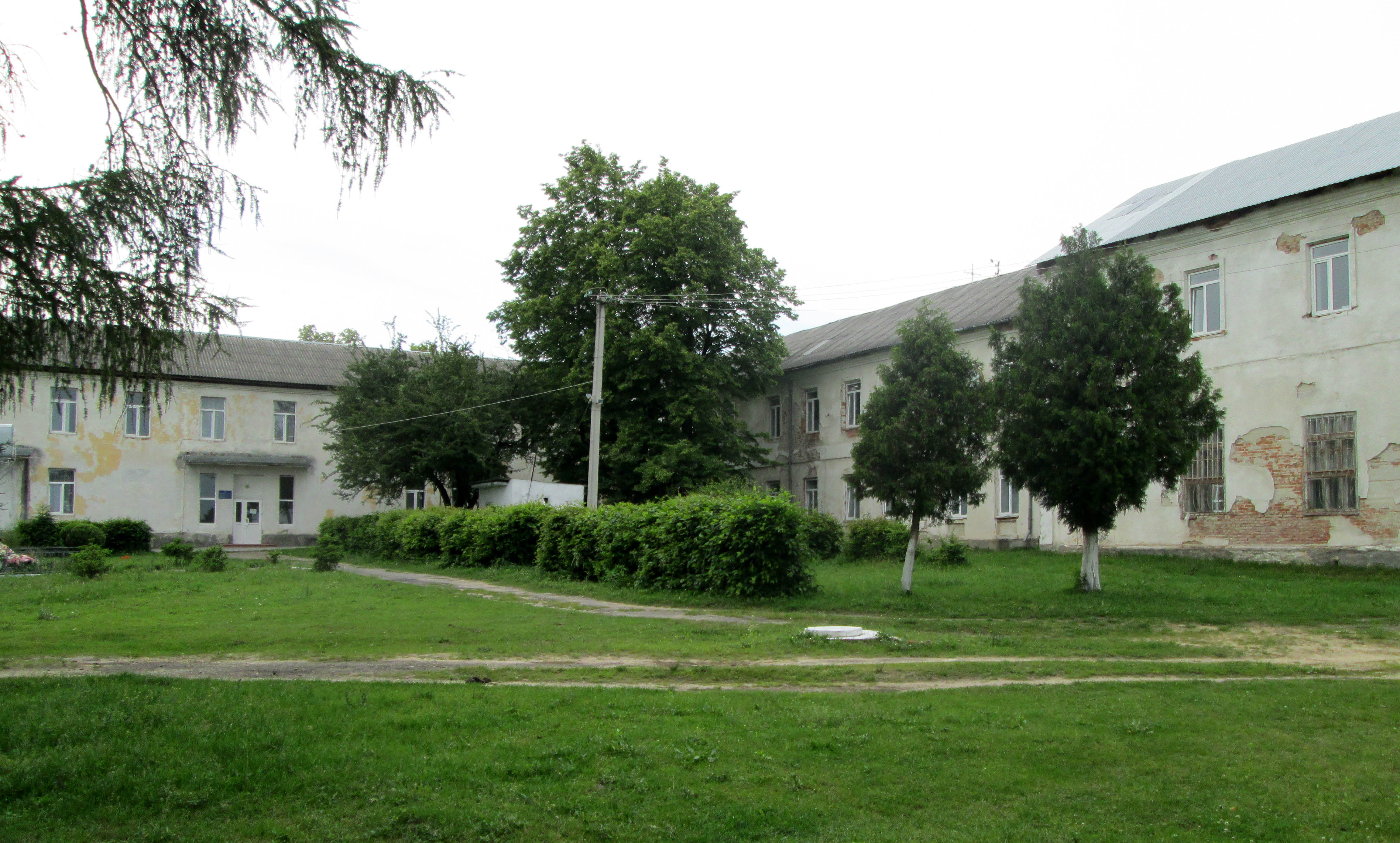
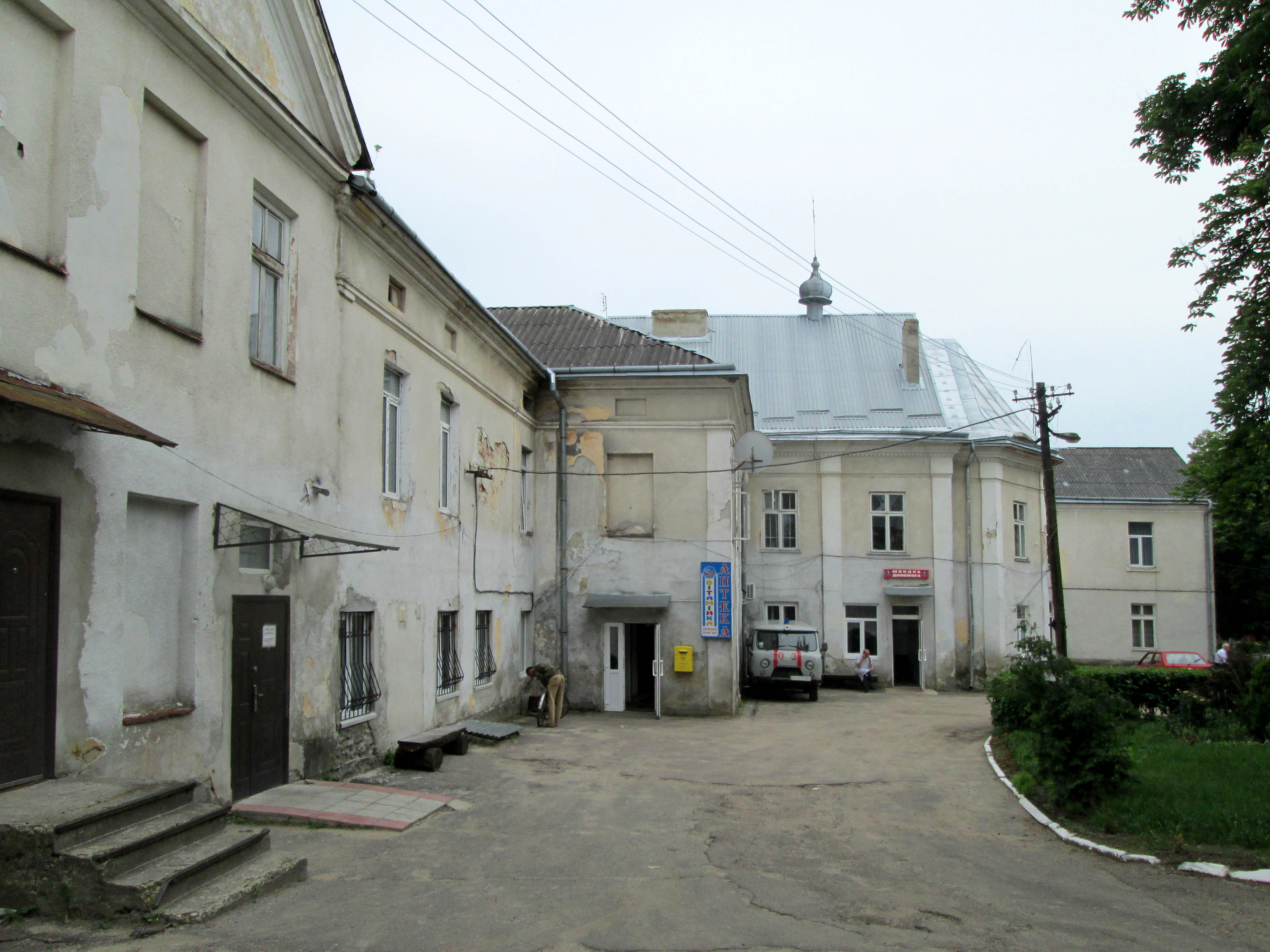
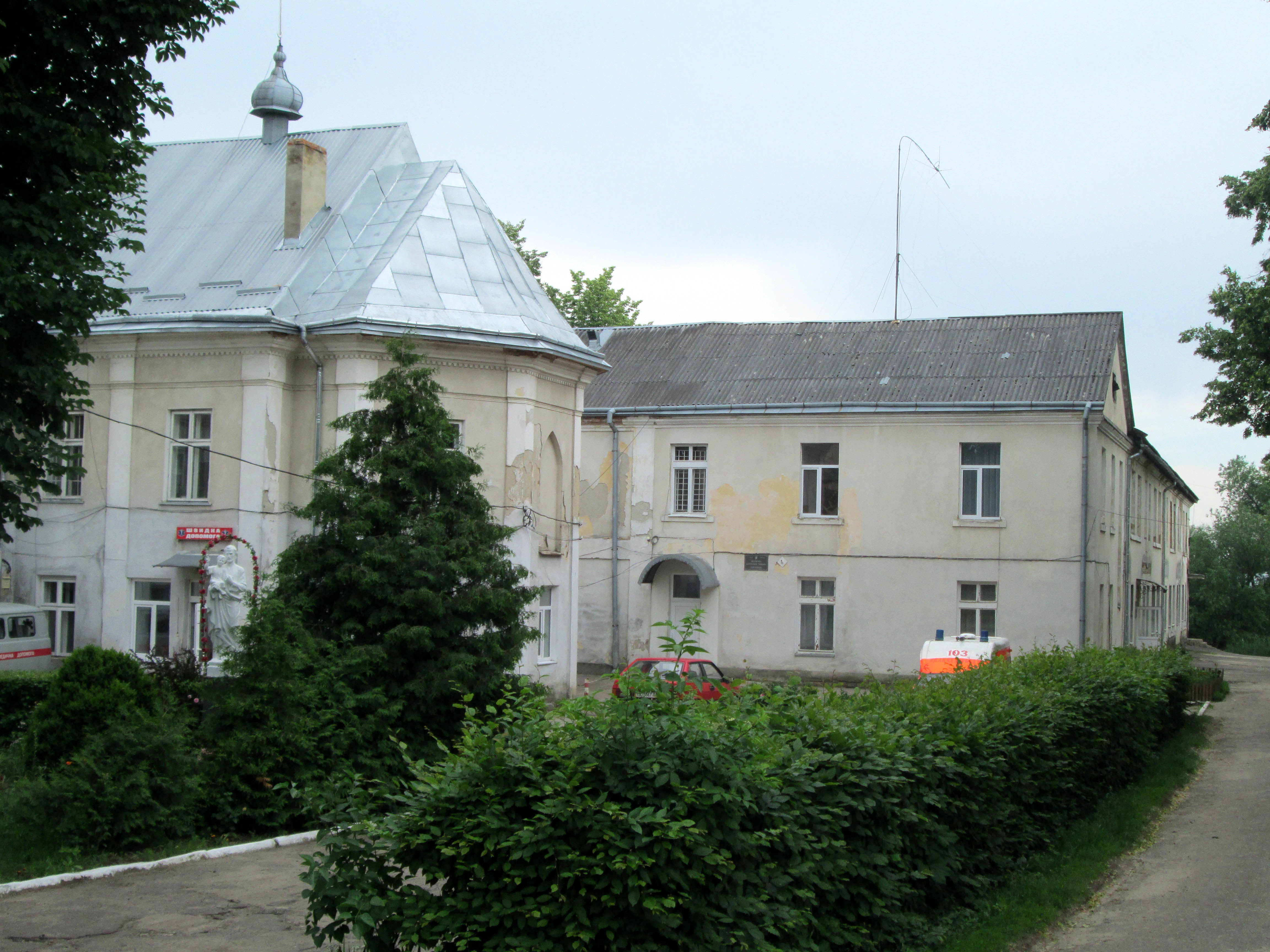